# Mikita (Rõuge)
Mikita – wieś w Estonii, w prowincji Võru, w gminie Rõuge.